# Прчевац
Прчевац је мало ненасељено острво у хрватском делу Јадранског мора.
Прчевац се налази око 0,7 км северно од залива Медош на острву Каприје. Површина острва износи 0,072 км². Дужина обалске линије је 0,99 км.. Највиши врх је висок 33 метара. 